# بيراناس
بيراناس (بالبرتغالية: Piranhas‏) هي بلدية تقع في البرازيل في ألاغواس.